# Eivindvik
Eivindvik est un village de Norvège, centre administratif de la municipalité de Gulen dans le comté de Vestland.

## Galerie

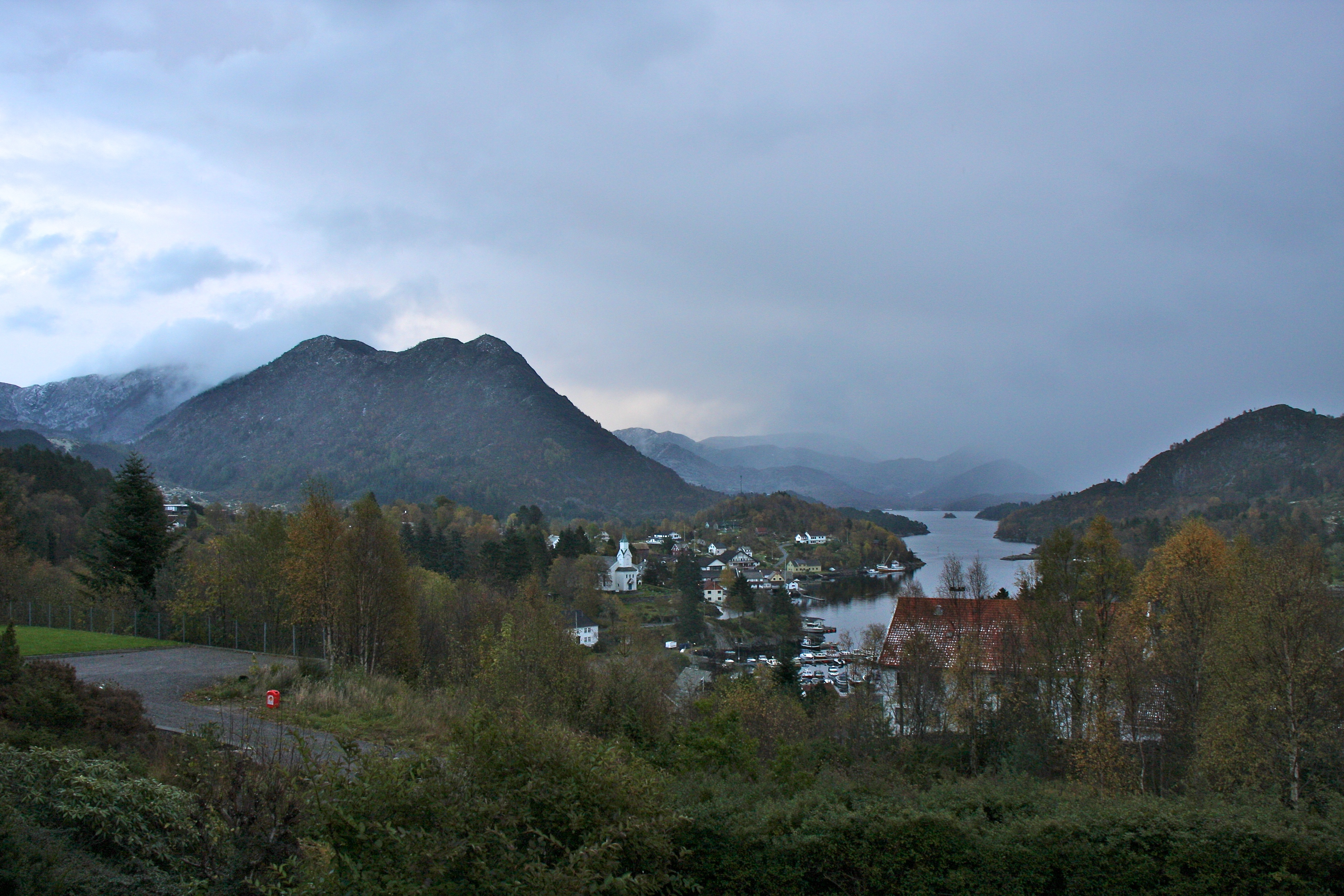
Vue est d'Eivindvik
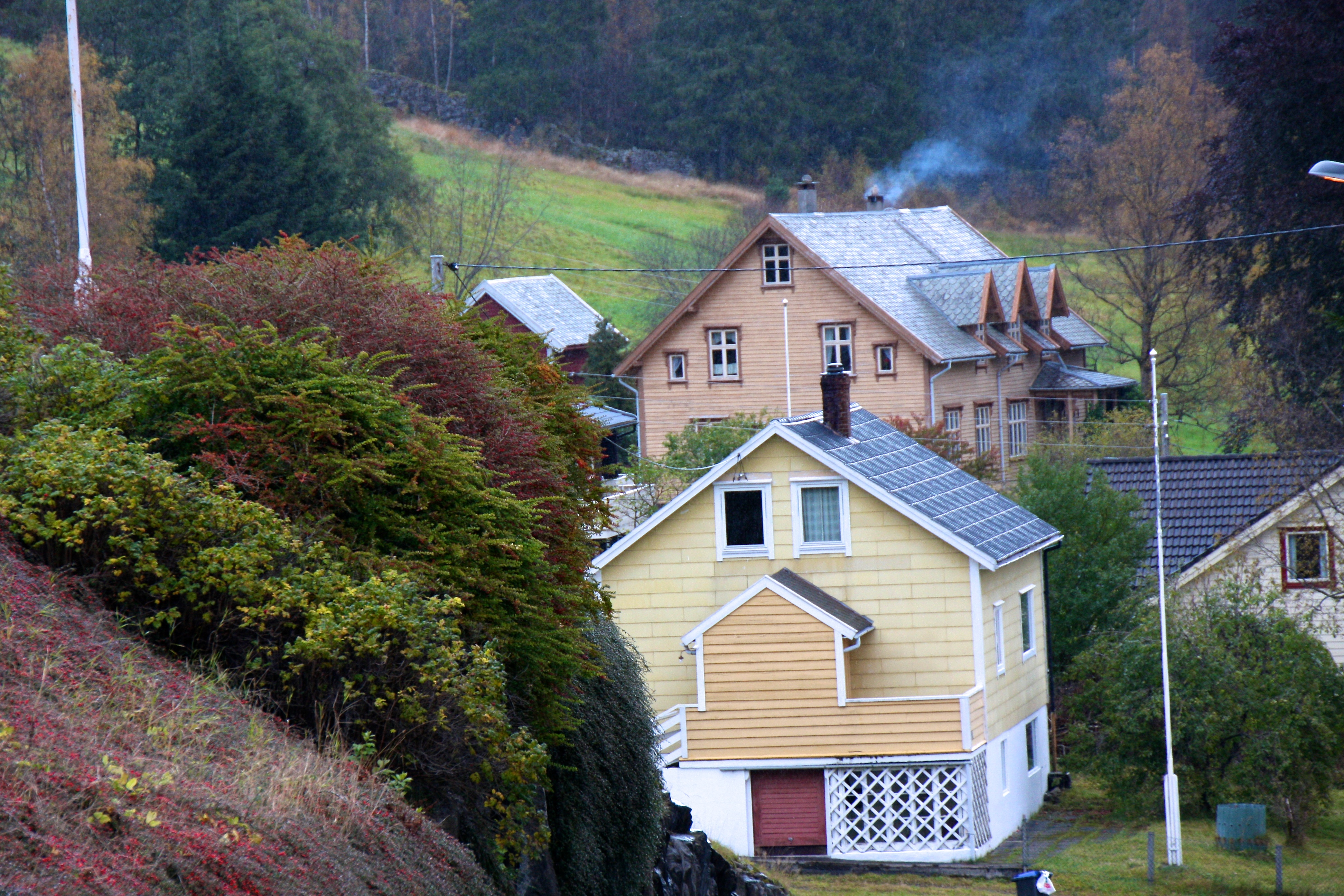
Vue de maisons à Eivindvik
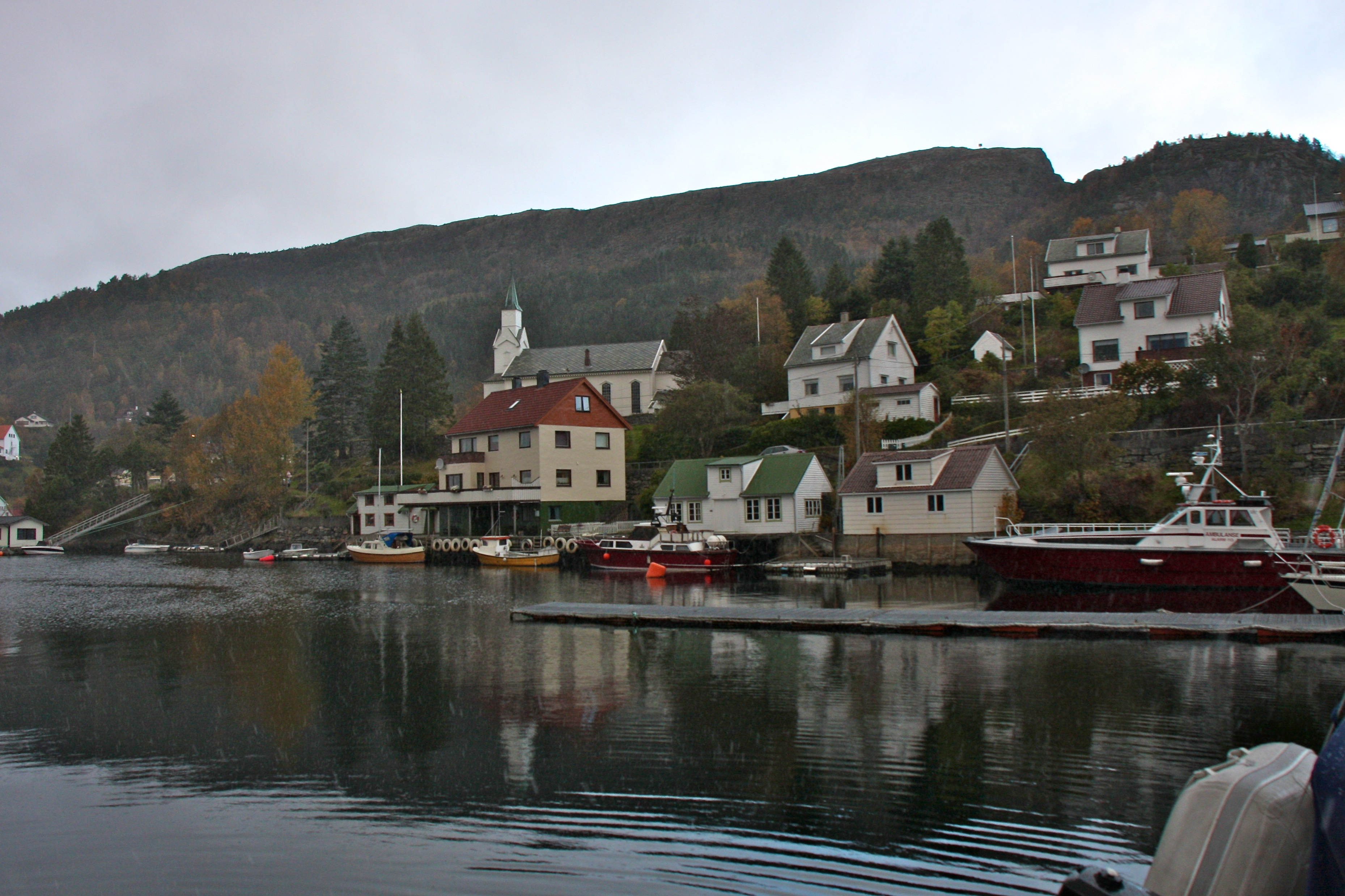
Église d'Eivindvik
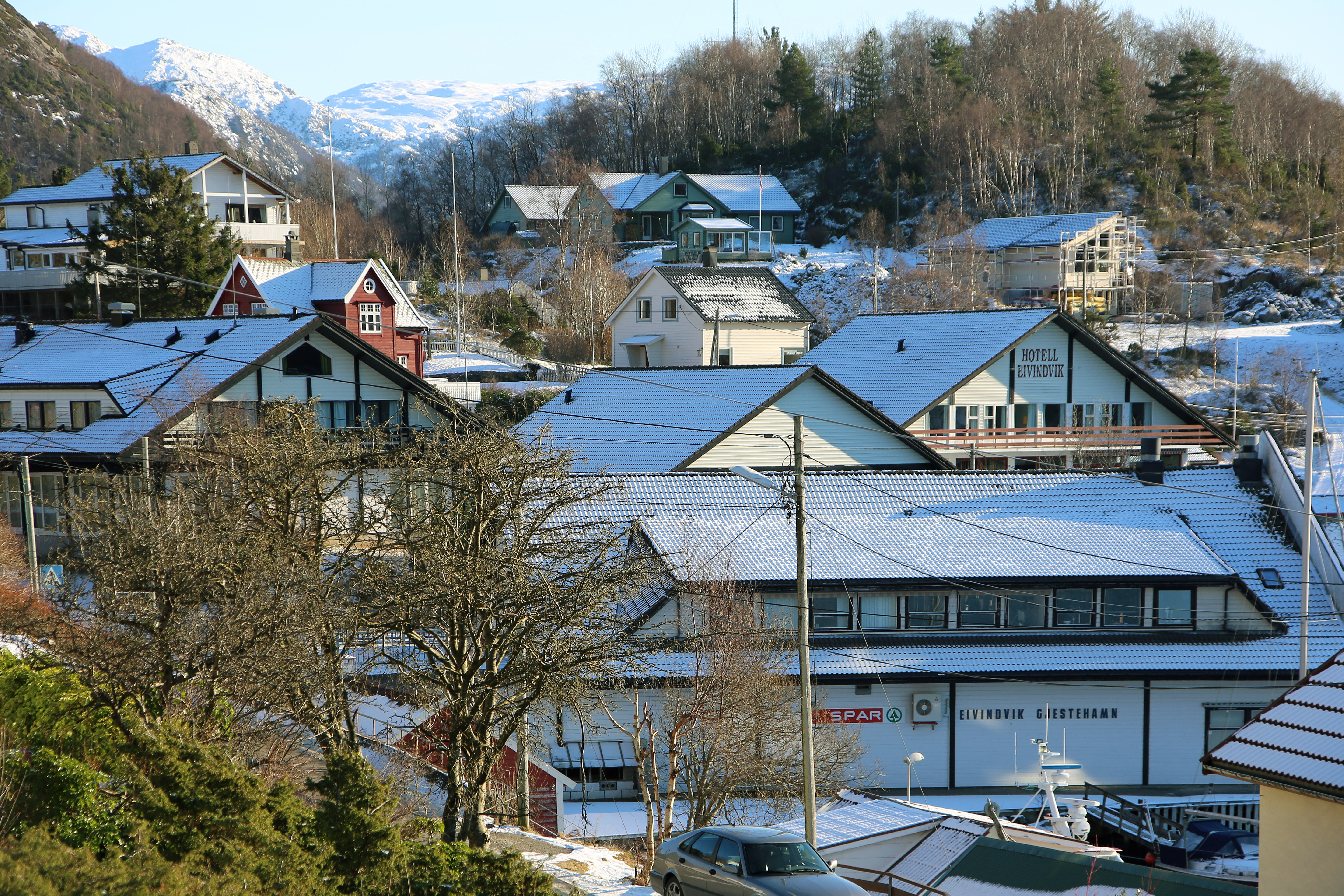
Centre commercial d'Eivindvik
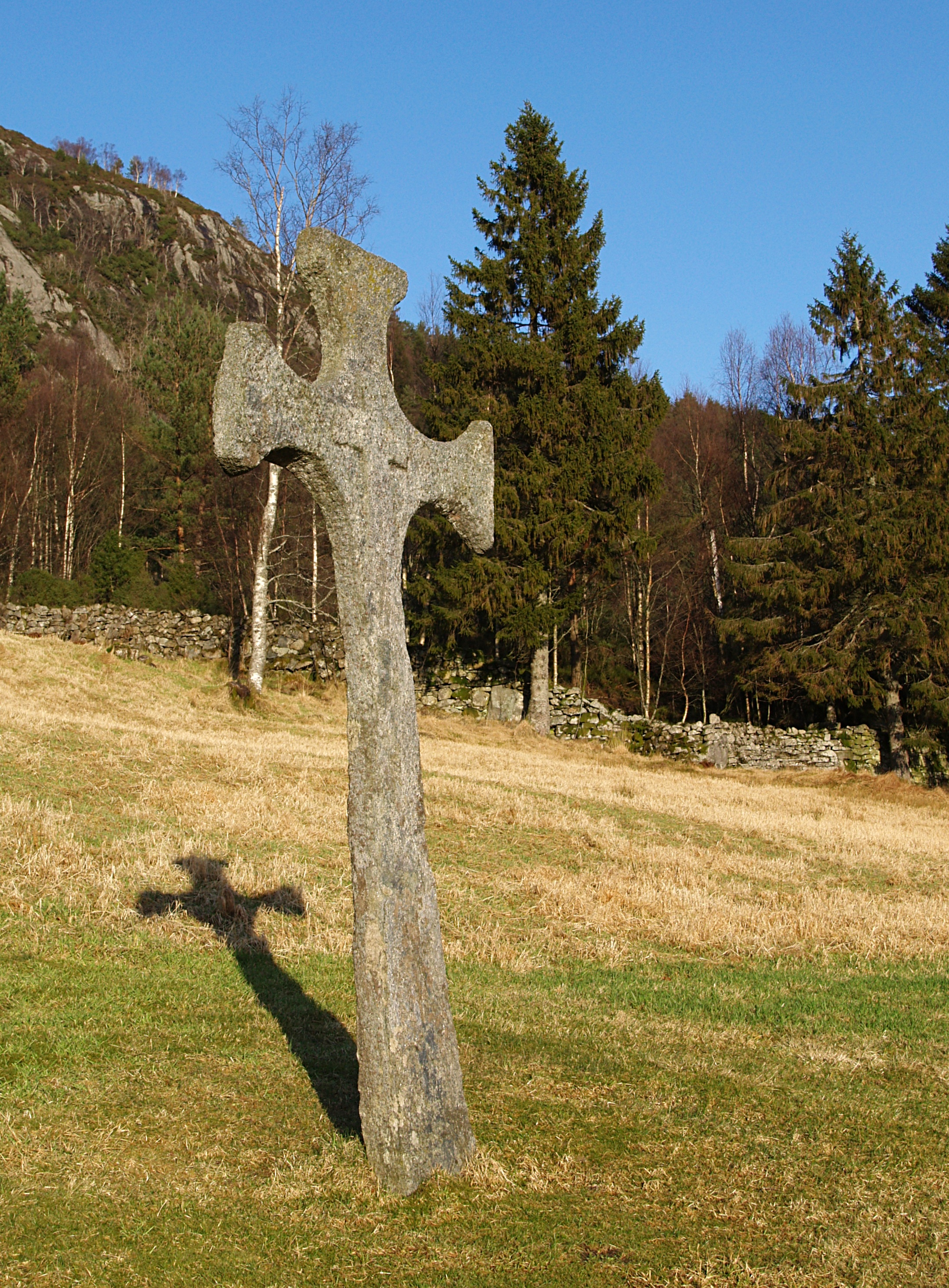
Ancienne croix près d'Eivindvik